# Hormopsylla fosteri
Hormopsylla fosteri är en loppart som först beskrevs av Rothschild 1903.  Hormopsylla fosteri ingår i släktet Hormopsylla och familjen fladdermusloppor. Inga underarter finns listade i Catalogue of Life.